# Goodwood Trophy 1949
Richmond Goodwood 1949 je bila šestnajsta dirka za Veliko nagrado v Sezoni Velikih nagrad 1949. Odvijala se je 17. septembra 1949 na dirkališču Goodwood.

## Rezultati

### Dirka
| Poz | Dirkač             | Moštvo                  | Dirkalnik     | Krogi | Čas/Odstop |
| --- | ------------------ | ----------------------- | ------------- | ----- | ---------- |
| 1   | Reg Parnell        | Reg Parnell Racing Team | Maserati 4CLT | 10    | 16:39.6    |
| 2   | Peter Walker       | Privatnik               | ERA E         | 10    | 16:45.6    |
| 3   | Bob Gerard         | Privatnik               | ERA B         | 10    | 16:48.6    |
| 4   | David Hampshire    | Privatnik               | Maserati 4CLT | 10    | 17:10.4    |
| 5   | Brian Shawe-Taylor | Privatnik               | ERA B         | 10    | 17:12.0    |
| 6   | Cuth Harrison      | Privatnik               | ERA C         | 10    | 17:26.4    |
| 7   | Joe Fry            | Privatnik               | Maserati 4CL  | 10    | 17:35.2    |
| 8   | Richard Habershon  | Privatnik               | Delage 15S8   | 9     | +1 krog    |
| 9   | Duncan Hamilton    | Privatnik               | Maserati 6CM  | 9     | +1 krog    |
| Ods | Tony Rolt          | Privatnik               | Aitken        | 4     |            |
| Ods | Stirling Moss      | Privatnik               | Cooper T9     | 2     |            |

- Najboljši štartni položaj: Stirling Moss (žreb)
- Najhitrejši krog: Reg Parnell 1:36.8